# Protosmia rubifloris
Protosmia rubifloris är en biart som först beskrevs av Cockerell 1898.  Protosmia rubifloris ingår i släktet Protosmia och familjen buksamlarbin. Inga underarter finns listade i Catalogue of Life.